# Saurauia pittieri
Saurauia pittieri är en tvåhjärtbladig växtart som beskrevs av John Donnell Smith. Saurauia pittieri ingår i släktet Saurauia och familjen Actinidiaceae. Inga underarter finns listade i Catalogue of Life.